# هیدروکسی‌ترتاتولول
هیدروکسی‌ترتاتولول (انگلیسی: Hydroxytertatolol) یک مسدودکننده بتا و یک مشتق از ترتاتولول است.